# Indonesia AirAsia
Indonesia AirAsia – indonezyjska tania linia lotnicza z siedzibą w Dżakarcie. Należy do malezyjskich tanich linii lotniczych AirAsia. Głównym hubem jest port lotniczy Dżakarta-Soekarno-Hatta.

## Flota
Według stanu na maj 2025 flota Indonesia AirAsia składała się z 30 samolotów o średnim wieku 14,4 lat:
| Samolot         | Samolot | Samolot   | Liczba miejsc | Liczba miejsc | Uwagi |
| Model           | Aktywne | Zamówione | E             | Łącznie       | Uwagi |
| --------------- | ------- | --------- | ------------- | ------------- | ----- |
| Airbus A320-200 | 30      | -         | 180           | 180           |       |
| Łącznie         | 30      | 0         |               |               |       |